# Тим Дънкан
Тим Дънкън е бивш американски баскетболист, играещ като тежко крило или център. Легенда на Сан Антонио Спърс, за които играе от 1997 до 2016 г. Петкратен шампион на НБА.

## Биография
Тим е единствен син на Айони и Уиляма Дънкан, акушерка и каменоделец. Заедно с родителите и по-големите си сестри Черил и Триша живее в Кристианстед, град на Санта Крус, един от главните острови от държавата Американски Вирджински острови. В училище бил прилежен ученик и мечтал да стане плувец както неговата сестра Триша. Завършва Епископално училище Свети Дънстан (Санта-Крус), а след това Уейк-Форест (1993 – 1997). До 12-годишната си възраст Тим блести в националния отбор по плуване на Американските Вирджински острови. Той държи рекордите на тима на 50 и 100 м. Година по-късно попада в класацията на най-добрите плувци в САЩ на 400 м. свободен стил.
- Шампион в НБА (1999, 2003, 2005, 2007, 2014)
- Новобранец на годината в НБА (1998)
- Отборът на новаците в НБА (1998)
- MVP на сезона в НБА (2002, 2003)
- MVP на финалите в НБА (1999, 2003, 2005)
- 15 пъти участва в мача на звездите в НБА (1998, 2000 – 2011, 2013, 2015)
- 9 пъти се включва в първия Отбора на всички звезди в НБА (1998 – 2005, 2007)
- 3 пъти в идеалния втори отбор в НБА (2006, 2008 – 2009)
- 2 пъти в идеалния втори отбор в НБА (2010, 2015)
- 8 пъти в първия Най-добрият отбор на всички защитници в НБА (1999 – 2003, 2005, 2007 – 2008)
- 6 пъти в идеалния втори отбор на най-добрите защитници в НБА (1998, 2004, 2006, 2009 – 2010, 2013)
- MVP в мача на звездите в НБА (2000)
- Спортист на годината на Sports Illustrated (2003)
- Награда Оскар Робъртсън (1997)
- Награда Джеймс Нейсмит (1997)
- Награда Джон Уудън (1997)
- Лидер на I дивизия на NCAA по подбор (1997)
- Баскетболист на годината сред студентите по версия Sporting News (1997)
- Баскетболист на годината сред студентите по версия Associated Press (1997)
- Баскетболист на годината сред студентите по версия NABC (1997)
- Най-добър защитник сред студентите по версия NABC (1995 – 1997)
- Играч на годината на конференции ACC (1996 – 1997)
- Първи общоамерикански национален отбор (1996 – 1997)

- бронзов медал – Атина 2004|баскетбол
- бронзов медал – Санкт-Петербург 1994|баскетбол
- златен медал – Сан-Хуан 1999
- златен медал – Сан-Хуан 2003
- златен медал – Фукуока 1995|баскетбол

## Факт-файл
В редовен сезон:
- мачове – 1392
- минути средно на мач – 34,0
- проценти точни стрелби средно на мач – 50,6
- проценти точни стрелби от тройката средно на мач – 17,9
- борби средно на мач – 10,8
- асистенции средно на мач – 3,0
- откраднати топки средно на мач – 7
- точки средно на мач – 19,0

В мача на звездите:
- мачове – 15
- минути средно на мач – 21,1
- проценти точни стрелби средно на мач – 54,9
- проценти точни стрелби от тройката средно на мач – 25,0
- борби средно на мач – 9,1
- асистенции средно на мач – 2,1
- откраднати топки средно на мач – 9
- точки средно на мач – 9,9

В плейофите:
- мачове – 251
- минути средно на мач – 37,3
- проценти точни стрелби средно на мач – 51,6
- проценти точни стрелби от тройката средно на мач – 14,3
- борби средно на мач – 11,4
- асистенции средно на мач – 3,0
- откраднати топки средно на мач – 7
- точки средно на мач – 20,6

- Отбелязани точки общо в кариерата: 26 496 (средно 19,0)
- Борби: 15 091 (средно 10,8)
- Чадъри: 3020 (средно 2,2)

- Единствено той и Карим Абдул Джабар прескачат границата от 26 000 точки, 15 000 борби и 3000 чадъри.

## Любопитно
- Голям фен на американския футбол и по-точно на Чикаго Беърс. Той не пропуска мач на любимците си, а се заговори, че може да стане собственик на клуба.

- Любимата книга на Дънкан е „Гарванът“ Джеймс О Бар. На гърба си Тим има татуировка на магьосника Мерлин, който е известен от легендите за крал Артур.

- Тим пази в дома си нещо наистина доста ценно. Той има огромна колекция от ножове, които сам поддържа. Най-ценният му екземпляр е самурайски меч.